# Trädvård
Trädvård eller trädvårdsarbete kallas det arbete som omfattar plantering, kontroll och underhåll av träd, för att de ska hålla sig friska och vara säkra för omgivningen. Det inkluderar även studier om hur träd växer och reaktioner på till exempel miljö och odlingsmetoder. Det läggs mest energi på träd i trädgårdar, parker eller i urbana områden, där träd planteras för behaglighet.
En person som har som yrke att arbeta med trädvård kallas arborist och denne arbetar även med att avlägsna träd och stubbar.
En arborist använder sig av olika redskap och tekniker för att beskära och fälla träd. Däribland utrustning för att klättra vid beskäring såsom sele och olika sågar.
Andra förekommande hjälpmedel är stubbfräs för att avlägsna stubbarna efter fällning och flishugg för bearbetning av träd, kvistar och stockar.
Redskapsbärare / kompaktlastare är också ett komplement för trädvårdsentreprenörer då de ska bära stockar, grenar, mata flishuggen eller vid plantering av häckar och träd.